# Lantillac
Lantillac (tiếng Breton: Landeliav) là một xã ở tỉnh Morbihan trong vùng Bretagne tây bắc Pháp. Xã này có diện tích 7,72 km², dân số năm 1999 là 299 người. Khu vực này có độ cao từ 41-124 mét trên mực nước biển.
Cư dân của Lantillac danh xưng trong tiếng Pháp là Lantillacois.